# Exeter Book
Het Exeter Book is een handschrift met Oudengelse poëzie dat stamt uit de 10e eeuw. Bisschop Leofric schonk de verzameling in de 11e eeuw aan de kathedraal van Exeter en het manuscript wordt bewaard in de bibliotheek van de kathedraal.
De manuscripten, vele fragmentarisch, werden samengesteld in de 10e eeuw, maar de gedichten zelf zijn in sommige gevallen veel ouder en dateren soms zelfs uit de 6e eeuw. Men neemt aan dat het oorspronkelijke document bestond uit 131 bladen, waarvan de eerste acht verloren zijn gegaan. Het Exeter Book is de grootste nu bekende collectie van Oudengelse literatuur.
Het Exeter Book bevat onder meer twee werken van Cynewulf, The Ascension (ook bekend als Christ II) en Juliana. 
Verder onder andere: 
- Azarias
- Deor
- The Husband's Message
- Juliana
- The Phoenix
- The Riming Poem
- The Ruin
- The Seafarer
- The Wanderer
- Widsith

In het oorspronkelijke Exeter Book dragen de werken geen titels. Deze zijn op grond van verschillende criteria pas later aan de gedichten toegekend.